# Poiana Ilvei
Poiana Ilvei est une commune du județ de Bistrița-Năsăud en Roumanie.